# Cupa României la volei masculin
Cupa României la volei masculin este o competiție de volei cu meciuri eliminatorii directe, organizată anual de Federația Română de Volei (FRV).

## Istoric
Cupa României a fost creată în 1996.

## Istoria câștigătorilor
- 1996 - U Cluj
- 1997 - U Cluj
- 2004 - Deltacons Tulcea (1)
- 2005 - Tomis Constanța (1)
- 2006 - Tomis Constanța (2)
- 2007 - Tomis Constanța (3)
- 2008 - Tomis Constanța (4)
- 2009 - Tomis Constanța (5)
- 2010 - Tomis Constanța (6)
- 2011 - CS Dinamo București (1)
- 2012 - VM Zalău (1)
- 2013 - Tomis Constanța (7)
- 2014 - Tomis Constanța (8)
- 2015 - VM Zalău (2)
- 2016 - VM Zalău (3)
- 2017 - CS Arcada Galați (1)
- 2018 - Tricolorul LMV Ploiești
- 2019 - CS Dinamo București (2)
- 2020 - Nedisputată
- 2021 - CS Dinamo București (3)
- 2022 - CS Dinamo București (4)
- 2023 - SCMU Craiova (1)
- 2024 - Rapid București (1)
- 2025 - Corona Brașov (1)